# Lieth (Wipperfürth)
Lieth ist eine Ortschaft in der Gemeinde Wipperfürth im Oberbergischen Kreis im Regierungsbezirk Köln in Nordrhein-Westfalen (Deutschland).

## Lage und Beschreibung
Der Ort liegt im Südwesten der Stadt Wipperfürth nahe der Bundesstraße 506, die im Mittelalter ein bedeutender Heerweg zwischen Köln und Soest war. Der Ort liegt an der Wasserscheide zwischen der Großen Dhünn und der Kürtener Sülz. Im Südosten des Ortes liegt die Quelle des Liethsiefens, welcher in den Mausbach mündet. Nachbarorte sind Mittelschneppen, Pannenhöh und Neumühle.
Der Ort gehört zum Gemeindewahlbezirk 160 und damit zum Wahlbezirk Wipperfeld.

## Geschichte
1360 wird der Ort erstmals unter der Bezeichnung „Leten“ in einer Urkunde als „Rector der Kirche in Opladen“ genannt. Die Karte Topographia Ducatus Montani aus dem Jahre 1715 zeigt die Ortschaft unter der Bezeichnung „Lied“ mit einem Hof. Die Topographische Aufnahme der Rheinlande von 1824 zeigt auf umgrenztem Hofraum unter dem Namen „Liech“ drei getrennt voneinander liegende Grundrisse. Ab der topografischen Karten der Jahre 1893 bis 1896 lautet der Ortsname Lieth.

## Busverbindungen
Über die im Nachbarort gelegene Haltestelle Fahlenbock der Linie 427 (VRS/OVAG) ist Lieth an den öffentlichen Personennahverkehr angebunden.